# إلجار هوارث
إلجار هوارث (بالإنجليزية: Elgar Howarth)‏ (4 نوفمبر 1935 – 13 يناير 2025) هو ملحن وموسيقي بريطاني، ولد في 4 نوفمبر 1935 في كانوك ‏ في المملكة المتحدة.

## وصلات خارجية
- إلجار هوارث على موقع ميوزك برينز (الإنجليزية)
- إلجار هوارث على موقع أول ميوزيك (الإنجليزية)
- إلجار هوارث على موقع ديسكوغز (الإنجليزية)